# Мария Гонзага
Мария Гонзага (на италиански: Maria Gonzaga; * 29 юли 1609, Мантуа, Херцогство Мантуа; † 14 август 1660, Порто Мантовано, пак там) от родa Гонзага, наречена Мадам Майка (Madama Madre), е херцогиня регент на Херцогство Мантуа и Монферат (1637 – 1647), чрез брак херцогиня на Невер, Ретел и Майен, както и последната пряка потомка на първородния клон на Гонзага и (възможна) наследница на херцогската титла на Монферат след смъртта на баща ѝ – титла, впоследствие взета от нейния чичо Фердинандо Гонзага, което предизвиква Първата война за монфератското наследство (1613 – 1617).

## Произход
Тя е единствената жива дъщеря на Франческо IV Гонзага (1586 – 1612), херцог на Мантуа и на Монферат, и на съпругата му принцеса Маргарита Савойска (1589 – 1655). Нейни дядо и баба по бащина линия са херцог Винченцо I Гонзага и Елеонора де Медичи, а по майчина – херцог Карл Емануил I Савойски и Каталина-Микаела Испанска. Племенница-наследница е на херцог Винченцо II Гонзага. Има един брат и една сестра:
- Луиджи (* 1611, † 1612)
- Елеонора (*/ † 1612)

## Биография
След първата Монфератска война (1613) Мария е изпратена от чичо си Фердинандо Гонзага в манастира „Сант'Орсола“ в Мантуа.
Омъжва се на 25 декември 1627 г. за Карло II Гонзага-Невер, херцог на Невер, Ретел, Майен и Егийон (1621 – 1631). Овдодява в началото на 1631 г.
Тя поема регентството на Херцогство Мантуа през 1637 г., след смъртта на своя свекър Карло I Гонзага-Невер, по време на периода на непълнолетие на нейния син Карло III, определен за наследник на Мантуа.
Тя е може би последната велика фигура от династията Гонзага. Работи усилено, за да съживи херцогството, което след бруталното разграбване, извършено от императорската армия през 1630 г., е докарано до края на силата си. Тя се откъсва от профренската линия на тъста си, причинила толкова много бедствия в района на Мантуа. Докато поддържа сърдечни отношения с Кралство Франция, тя успява да установи връзки със Свещената римска империя и с Испания, също благодарение на помощта на своята леля, вдовстващата императрица Елеонора.
На 11 ноември 1640 г. нарежда арестуването на сенатор Джанфранческо Паралеони и маркиз Джулио Гонзага от Сената на правосъдието, които кроят заговор с Франция. По-късно имперските сили разграбват Мантуа.
Действието ѝ да се сближи с империята е окончателно скрепено от брачните съюзи, които успява да уговори, женейки сина си Карло II през 1649 г. за Изабела Клара Австрийска, дъщеря на ерцхерцог Леополд и внучка на император Фердинанд II, както и през 1651 г. дъщеря си Елеонора с император Фердинанд III, което е още по-важен ход.
Мария също е много активна във вътрешната политика, като се противопоставя и замества всички франкофилски служители. Освен това са започнати много реформи, насочени към въвеждане на ред в катастрофалната държава Мантуа, както и насърчаване на имиграцията.
Единственото дело, в което Мария се проваля, е образованието на сина ѝ, който е лекомислен и разточителен. През 1647 г., на 18-годишна възраст, той поема управлението, оставяйки майка си настрана с малко благодарност и прекъсвайки плодотворната ѝ работа. Така Мария се оттегля в своята прекрасна вила „Фаворита“ в Порто Мантовано, където умира на 14 август 1660 г. на 51 г. Тя е погребана в светилището на Санта Мария деле Грацие в Куртатоне.
След като е живяла като дете в блясъка на двора на Винченцо I Гонзага, като млада булка в ужаса и лишенията на изгнанието и последвалото, болезнено завръщане в Мантуа, като майка във възстановяването на разкъсаната от война държава, Мария, проницателна и с голям интелект, умира със съзнанието, че всички усилия, които е посветила за възраждането на нейните земи, са обречени на провал и че династията Гонзага е на път да изчезне окончателно от международната политическа сцена.

## Брак и потомство
∞ 25 декември 1627 г. в Мантуа за Карло II Гонзага-Невер (22 октомври 1609, Кралство Франция – 14 август 1631, Кавриана), херцог на Невер, Ретел, Майен и Егийон (1621 – 1631), от когото има един син и една дъщеря:
- Карло III Гонзага-Невер (31 октомври 1629, Мантуа – 14 август 1665, пак там), херцог на Мантуа и на Монферат, ∞ 7 ноември 1649 за Изабела Клара Австрийска (1629 – 1665), дъщеря на ерцхерцог Леополд V, от която има 1 син;
- Елеонора Магдалена Гонзага-Невер (18 ноември 1630, Мантуа – 6 декември 1686, Виена), ∞ 30 април 1651 за император Фердинанд III (1608 – 1657), от когото има 1 син и 3 дъщери